# Penisola di Chmitevskij
La penisola di Chmitevskij (in russo полуостров Хмитевского) si trova sulla costa settentrionale del mare di Ochotsk, in Russia, e appartiene all'Ol'skij rajon, nell'oblast' di Magadan (Circondario federale dell'Estremo Oriente). Chiude a ovest la baia del Tauj e si estende a sud-ovest della città di Magadan.
La penisola divide il golfo Šel'tinga (залив Шельтинга) dal golfo Motyklejskij (залив Мотыклейский), rispettivamente ad ovest e a est. L'estremo punto sud-est è capo Šestakova (мыс Шестакова) al termine del promontorio Antamlan (полуостров Антамлан) che delimita a est la piccola baia Šestakova (бухта Шестакова). A sud-est di capo Šestakova si trova l'isola di Spafar'ev, a est la piccola isola Talan.
La penisola prende il nome da Vasilij Andreevič Chmitevskij (1698-1777), ufficiale della Marina imperiale russa, che partecipò alla Seconda spedizione in Kamčatka.